# Domaszów
Domaszów – przysiółek wsi Młynica w Polsce, położony w województwie dolnośląskim, w powiecie dzierżoniowskim, w gminie Łagiewniki.
W latach 1975–1998 przysiółek administracyjnie należał do województwa wrocławskiego.